# (730) Athanasia
(730) Athanasia es un asteroide perteneciente al cinturón de asteroides descubierto el 10 de abril de 1912 por Johann Palisa desde el observatorio de Viena, Austria.
Se desconoce la razón del nombre.

## Características orbitales
Athanasia forma parte de la familia asteroidal de Flora.